# Turaco-de-bico-preto
O turaco-de-bico-preto (Tauraco schuettii) é uma espécie de ave da família Musophagidae.
É uma espécie residente nas florestas da África central, nomeadamente na República Democrática do Congo, no Uganda, oeste do Quénia, no Burundi, no Ruanda e no Sudão do Sul.